# Liste von Wegweisersäulen im Landkreis Mittelsachsen
- Karte mit allen Koordinaten:
- OSM |
- WikiMap

Diese Aufzählung ist eine Teilliste der Liste von Wegweisersäulen in Sachsen.

## Landkreis Mittelsachsen

### Bobritzsch-Hilbersdorf
| Bild           | Bezeichnung | Lage                      | Datierung                 | Beschreibung | ID       |
| -------------- | ----------- | ------------------------- | ------------------------- | --- | -------- |
| Weitere Bilder | Wegestein   | (Flurstück 333/5) (Karte) | 2. Hälfte 19. Jahrhundert | Schlichter Wegestein, durch den Heimatverein saniert und neu aufgestellt, als Zeugnis regionaler Straßenverbindungen von verkehrshistorischer Bedeutung. Kubus, bezeichnet „Nach Haltestelle Bobritzsch“, „Nach Freiberg“, (Chemnitz), durch Heimatverein und Spenden der Bewohner um 2012 saniert. | 09208264 |
| Bild gesucht   | Wegesäule   | Ortsstraße (Karte)        | 1863/64                   | Restaurierte Wegesäule, aufgestellt an der Kreuzung der Straßen zwischen Oberbobritzsch, Niederbobritzsch, Colmnitz und Pretzschendorf, verkehrsgeschichtlich und ortsentwicklungsgeschichtlich von Bedeutung                                                                                       | 09305794 |

### Döbeln
| Bild         | Bezeichnung | Lage                       | Datierung       | Beschreibung                                                                               | ID       |
| ------------ | ----------- | -------------------------- | --------------- | ------------------------------------------------------------------------------------------ | -------- |
| Bild gesucht | Wegestein   | Theeschütz 9 (vor) (Karte) | 19. Jahrhundert | Von regionalgeschichtlicher Bedeutung. Keiner Naturstein, oben abgerundet, ohne Inschrift. | 09208940 |

### Dorfchemnitz
| Bild         | Bezeichnung            | Lage                        | Datierung | Beschreibung | ID       |
| ------------ | ---------------------- | --------------------------- | --------- | --- | -------- |
| Bild gesucht | Wegesäule Voigtsdorf   | Hauptstraße 1 (vor) (Karte) | 1851      | Nicht mehr am Originalstandort stehend, von geschichtlicher Bedeutung. Versetzt vom ursprünglichen Standort an den heutigen Standort, Inschriften u. a. „Nach Voigtsdorf 1851“ und „Nach Friedebach 3/4 Stunde“ sowie „Fußweg nach Sayda, nach Dorfchemnitz“ mit den jeweiligen Stundenangaben. | 09247575 |
| Bild gesucht | Wegesäule Dorfchemnitz | Geleitstraße (Karte)        | 1840      | Verkehrsgeschichtlich und ortsgeschichtlich bedeutsam. Einfacher Stein teilweise mit Abplatzungen, auf der nordöstlichen Seite bezeichnet mit „Nach Mulda 3/4 Std.“, auf der nordwestlichen Seite mit „Dorfchemnitz Std. 1840“, Sandstein, quadratischer Grundriss, pyramidaler Abschluss.      | 09247598 |
| Bild gesucht | Wegesäule Dorfchemnitz | Geleitstraße (Karte)        | 1845      | Verkehrsgeschichtlicher Wert. Aufrechter Obelisk mit Inschriften „Nach Clausnitz, Nach Mulda, 1845, Nach Dittersbach“, im unteren Teil eingeritzte Quadrate. | 09247534 |

### Frauenstein
| Bild           | Bezeichnung      | Lage                      | Datierung       | Beschreibung | ID       |
| -------------- | ---------------- | ------------------------- | --------------- | --- | -------- |
| Weitere Bilder | Wegestein        | Saydaer Straße (Karte)    | 19. Jahrhundert | Gut erhalten, verkehrshistorische Bedeutung. Behauener Steinquader mit Scharrierungen, nach oben kronenartig abgeschlossen, an zwei Seiten beschriftet, bezeichnet nach Böhmen, andere Seite nicht lesbar.                                                                                | 09206621 |
| Weitere Bilder | Wegestein Nassau | (Flurstück 944/1) (Karte) | 19. Jahrhundert | Verkehrsgeschichtlich von Bedeutung. Natursteinsäule mit kronenartigem Abschluss, ca. 1984 im Straßengraben gefunden und von Kulturbundmitgliedern sichergestellt, von Jürgen Hörnig restauriertes Schriftbild der Säule (Richtungs- und Entfernungsangaben), 1993 erneute Restaurierung. | 09206593 |

### Freiberg
| Bild           | Bezeichnung             | Lage                          | Datierung                 | Beschreibung                                              | ID       |
| -------------- | ----------------------- | ----------------------------- | ------------------------- | --------------------------------------------------------- | -------- |
| Bild gesucht   | Wegestein Freiberg-West | Kleinschirmaer Straße (Karte) | 1. Hälfte 20. Jahrhundert | Verkehrsgeschichtlich von Bedeutung                       | 09209067 |
| Weitere Bilder | Stadtbegrenzungssäule   | Kleinschirmaer Straße (Karte) | Bezeichnet mit 1791       | Sandsteinstele mit Inschrift, ortsgeschichtlich bedeutend | 09300799 |

### Geringswalde
| Bild                   | Bezeichnung            | Lage                              | Datierung       | Beschreibung | ID       |
| ---------------------- | ---------------------- | --------------------------------- | --------------- | --- | -------- |
| Wegestein Geringswalde | Wegestein Geringswalde | Dresdener Straße 172 (Karte)      | 19. Jahrhundert | Wegweiser zwischen Geringswalde und Altgeringswalde, Denkmal der Verkehrsgeschichte. Am Abzweig zum ehemaligen Kloster, mit Inschrift „Kloster Geringswalde 1,2 km“. | 09235725 |
| Weitere Bilder         | Wegestein Arras        | Hauptstraße 3 (unterhalb) (Karte) | 19. Jahrhundert | Verkehrs- und ortsgeschichtlicher Wert. Porphyrstele mit pyramidalem Abschluss, ca. 1,60 m hoch, Inschrift „Geringswalde, Großmilkau“.                               | 08955559 |

### Großhartmannsdorf
| Bild           | Bezeichnung         | Lage                       | Datierung                             | Beschreibung | ID       |
| -------------- | ------------------- | -------------------------- | ------------------------------------- | --- | -------- |
| Weitere Bilder | Wegestein Obersaida | Olbernhauer Straße (Karte) | Vermutlich 1836 mit Anlage der Straße | Verkehrsgeschichtlich von Bedeutung. Rundpfeiler, nach oben sich verjüngend, oberer Abschluss als Krone ausgebildet, Sandstein, ca. 2 m hoch, Inschriftfelder „Nach Stadt Sayda 7,8 km und Brüx 37,2 km“, „Nach Freiberg 20,4 km“. Wegesäule, bei Erfassung 1990er Jahre irrtümlich als Meilenstein erfasst, bei Erfassung 1957 als Wegestein ausgewiesen durch Walter Herrmann, Denkmalpfleger für Dörnthal. | 08991101 |

### Großweitzschen
| Bild      | Bezeichnung | Lage                    | Datierung                            | Beschreibung | ID       |
| --------- | ----------- | ----------------------- | ------------------------------------ | --- | -------- |
| Wegestein | Wegestein   | Kleinweitzschen (Karte) | Vermutlich 2. Hälfte 19. Jahrhundert | Von verkehrs- und ortsgeschichtlichem Wert. Natursteinstele mit pyramidalem Abschluss, eingeritzte Schrift und Richtungspfeile: Eichardt, Schergrund, Zaschwitz. | 09208789 |

### Hartha
| Bild                 | Bezeichnung                      | Lage                              | Datierung | Beschreibung                                                                                     | ID       |
| -------------------- | -------------------------------- | --------------------------------- | --------- | ------------------------------------------------------------------------------------------------ | -------- |
| Bild gesucht         | Wegestein mit Ortsangabe Nauhain | (Flurstück 69) (Karte)            | Um 1860   | Als Zeugnis alter Straßenverbindungen zwischen den Dörfern von regionalgeschichtlicher Bedeutung | 08992470 |
| Bild gesucht         | Wegestein Wendishain             | (Flurstück 50) (Karte)            | Um 1860   | Schlichter Stein mit Ortsangaben von ortsgeschichtlicher Bedeutung                               | 08992469 |
| Wegesäule Wendishain | Wegesäule Wendishain             | (Flurstücke 2983 und 386) (Karte) | Um 1923   | Aus Porphyrtuff mit Inschrift, Dokument der örtlichen Verkehrsgeschichte                         | 08967592 |

### Jahnatal
| Bild                  | Bezeichnung           | Lage                              | Datierung       | Beschreibung | ID       |
| --------------------- | --------------------- | --------------------------------- | --------------- | --- | -------- |
| Wegestein Döhlen      | Wegestein Döhlen      | (Flurstück 12) (Karte)            | 19. Jahrhundert | Verkehrsgeschichtliches Zeugnis, Wegestein am Kreuzungspunkt zweier Feldwege | 09208449 |
| Bild gesucht          | Wegestein             | Lützschnitz (Ortseingang) (Karte) | 19. Jahrhundert | Schlichter Stein mit Inschriften an der Weggabelung nach Glaucha, Zschochau, Ottewig, verkehrsgeschichtlich von Bedeutung. Ca. 1 m hoher Sandstein, oben abgerundet, zeigt Richtungen nach Glaucha, Zschochau, Ottewig. | 09208930 |
| Wegestein Noschkowitz | Wegestein Noschkowitz | Schloßstraße (Karte)              | 19. Jahrhundert | Verkehrsgeschichtliches Zeugnis. Schlichter Wegestein (kleine Steinstele), Inschriften kaum noch lesbar. Eingeritzte Ortsnamen und Pfeile teils noch erkennbar. Dieser Stein markiert eine historische Straßenkreuzung und damit den Verlauf historischer Straßen. Als solches erlangt er eine verkehrshistorische Bedeutung. | 09208456 |

### Königsfeld
| Bild           | Bezeichnung           | Lage                        | Datierung | Beschreibung | ID       |
| -------------- | --------------------- | --------------------------- | --------- | --- | -------- |
| Bild gesucht   | Wegestein Köttwitzsch | Dorfstraße 30 (bei) (Karte) | Um 1930   | Porphyrwegestein mit Angabe der Himmelsrichtungen und der nächsten Ortschaften, verkehrsgeschichtlich von Bedeutung                                                                      | 08955321 |
| Weitere Bilder | Wegestein Stollsdorf  | Hauptstraße 3 (bei) (Karte) | Um 1930   | Porphyr, mit Inschriften, verkehrsgeschichtlich von Bedeutung. Inschriften: Noßwitz 1,4 km, Rochlitz 5,0 km, Geithain 5,3 km, Wittgendorf 2,0 km, Köttwitzsch 0,9 km, Königsfeld 2,4 km. | 08955310 |

### Kriebstein
| Bild         | Bezeichnung               | Lage                          | Datierung           | Beschreibung                                                                                               | ID       |
| ------------ | ------------------------- | ----------------------------- | ------------------- | --- | -------- |
| Bild gesucht | Wegestein Grünlichtenberg | Mittlere Dorfstraße 2 (Karte) | Bezeichnet mit 1733 | Stand ursprünglich an anderer Stelle, eingeritzt: Anno 1733, Höhe ca. 40 cm. Rückseite: vermutlich Schwert | 08955600 |

### Lichtenberg/Erzgeb.
| Bild         | Bezeichnung             | Lage                         | Datierung       | Beschreibung                                                                                             | ID       |
| ------------ | ----------------------- | ---------------------------- | --------------- | --- | -------- |
| Bild gesucht | Wegesäule Weigmannsdorf | Hauptstraße 33 (vor) (Karte) | 19. Jahrhundert | Von verkehrsgeschichtlicher Bedeutung. Sandsteinstele mit Inschrift: Lichtenberg 4,5 km, Müdisdorf 3 km. | 08980373 |

### Lunzenau
| Bild         | Bezeichnung | Lage                  | Datierung       | Beschreibung | ID       |
| ------------ | ----------- | --------------------- | --------------- | --- | -------- |
| Bild gesucht | Wegestein   | Pflaumenallee (Karte) | 19. Jahrhundert | Historische Wegweisersäule aus Rochlitzer Porphyrtuff von regional- und verkehrsgeschichtlichem Wert. Porphyrsäule ca. 1,60 m hoch, Tiefe und Breite ca. 0,25 m, Schrift nicht mehr lesbar. | 09303028 |

### Mittweida
| Bild                       | Bezeichnung                | Lage                                             | Datierung | Beschreibung | ID       |
| -------------------------- | -------------------------- | ------------------------------------------------ | --------- | --- | -------- |
| Kilometerstein Neudörfchen | Kilometerstein Neudörfchen | (Gemarkung Seifersbach, Flurstück 512/3) (Karte) | Nach 1870 | In Form eines Obelisken, verkehrsgeschichtlich von Bedeutung. Kilometerstein aus Porphyrtuff in Neudörfchen an der Gabelung der Straßen nach Frankenberg und Hainichen, der Obelisk aus Porphyrtuff steht auf zwei Fußplatten, auf dem Kilometerstein sind die Ortsangaben nach Hainichen und Frankenberg angegeben. | 09237120 |

### Niederwiesa
| Bild                 | Bezeichnung          | Lage    | Datierung | Beschreibung | ID |
| -------------------- | -------------------- | ------- | --------- | ------------ | -- |
| Wegestein Braunsdorf | Wegestein Braunsdorf | (Karte) |           |              |    |

### Oberschöna
| Bild                   | Bezeichnung            | Lage                       | Datierung           | Beschreibung                                                                     | ID       |
| ---------------------- | ---------------------- | -------------------------- | ------------------- | -------------------------------------------------------------------------------- | -------- |
| Bild gesucht           | Wegestein Kleinschirma | Freiberger Straße          | Bezeichnet mit 1791 | Verkehrsgeschichtlich von Bedeutung. Ehemaliges Denkmal                          | 09209066 |
| Wegestein Kleinschirma | Wegestein Kleinschirma | Freiberger Straße (Karte)  | 19. Jahrhundert     | Verkehrsgeschichtlich von Bedeutung. Steinstele: „nach Kleinwaltersdorf 3,1 km“. | 09209072 |
| Weitere Bilder         | Wegestein Kleinschirma | Wegefarther Straße (Karte) | 19. Jahrhundert     | Mit Richtungsangaben, verkehrsgeschichtlich von Bedeutung                        | 09209116 |

### Penig
| Bild                      | Bezeichnung               | Lage                            | Datierung           | Beschreibung | ID       |
| ------------------------- | ------------------------- | ------------------------------- | ------------------- | --- | -------- |
| Wegestein Niedersteinbach | Wegestein Niedersteinbach | Obersteinbacher Straße (Karte)  | 19. Jahrhundert     | Mit Richtungsangaben nach Ober- und Niedersteinbach und Markersdorf, Höhe ca. 60 cm, Porphyr, verkehrsgeschichtlich von Bedeutung | 08955408 |
| Weitere Bilder            | Wegestein Obergräfenhain  | Obergräfenhainer Straße (Karte) | Bezeichnet mit 1839 | Gegiebelter Porphyrstein mit Zeigegestus in die verschiedenen Richtungen, verkehrsgeschichtlich von Bedeutung                     | 08955487 |

### Reinsberg
| Bild         | Bezeichnung          | Lage                 | Datierung | Beschreibung | ID       |
| ------------ | -------------------- | -------------------- | --------- | --- | -------- |
| Bild gesucht | Wegestein Neukirchen | Mörnerstraße (Karte) | 19. Jh.   | an der Abzweigung nach Steinbach aufgestellt, mit den Verweisen nach Dittmannsdorf und Steinbach, verkehrshistorische Bedeutung. quadratische Sandsteinsäule, ca. 1 m hoch, mit Inschriften. | 09205226 |

### Rochlitz
| Bild                                              | Bezeichnung                                             | Lage                                                                 | Datierung                   | Beschreibung | ID       |
| ------------------------------------------------- | ------------------------------------------------------- | -------------------------------------------------------------------- | --------------------------- | --- | -------- |
| Wegestein                                         | Wegestein                                               | Noßwitzer Hauptstraße 27 (unterhalb) (Karte)                         | 19. Jahrhundert             | Aus Porphyr, gegiebelter Stein, stark verwitterte Inschrift „Rochlitz“, von verkehrshistorischer Bedeutung | 08955013 |
| Mord- und Sühnekreuz sowie Wegestein              | Mord- und Sühnekreuz sowie Wegestein                    | Rochlitzer Berg, Weg zwischen Rochlitzer Berg und Eulenkluft (Karte) | Bezeichnet mit 1629 (Stein) | Ortsgeschichtlicher Wert, Mord- und Sühnekreuz (Porphyr) mit Schwert darauf, 50 Meter weiter Porphyrstein (oben abgerundet), dazu Wegestein mit gekreuzten Schwertern                                                                                         | 08955063 |
| Schillingstein (Einzeldenkmal zu ID-Nr. 08955042) | Schillingstein (Einzeldenkmal zu ID-Nr. 08955042)       | Rochlitzer Berg (Karte)                                              | Bezeichnet mit 1877         | Einzeldenkmal der Sachgesamtheit Rochlitzer Berg: sogenannter Schillingstein, Porphyrstein/Wegestein, erinnert an Emil Schillings Steinbruch (siehe auch Sachgesamtheitsdokument Objekt 08955042); ortsgeschichtlich von Bedeutung                            | 08955062 |
| Weitere Bilder                                    | Wegestein (Einzeldenkmal zu ID-Nr. 08955042)            | Rochlitzer Berg (Karte)                                              | 19. Jahrhundert             | Einzeldenkmal der Sachgesamtheit Rochlitzer Berg: Wegestein (siehe auch Sachgesamtheitsdokument Objekt 08955042); verkehrsgeschichtlich von Bedeutung. Porphyrstein mit Inschrift: „nach dem Turme i. d. Bergwirtschaft“; „nach Rochlitz“.                    | 09301362 |
| Weitere Bilder                                    | Karl-Gleisberg-Stein (Einzeldenkmal zu ID-Nr. 08955042) | Rochlitzer Berg (Karte)                                              | Ende 19. Jahrhundert        | Einzeldenkmal der Sachgesamtheit Rochlitzer Berg: Wegestein (siehe auch Sachgesamtheitsdokument Objekt 08955042); Porphyrstein, ca. 1,60 Meter hoch, schmalrechteckig, bezeichnet den Eingang zum Steinbruch Karl Gleisbergs, ortsgeschichtlich von Bedeutung | 08955046 |
| Wegestein Wittgendorf                             | Wegestein Wittgendorf                                   | Stollsdorfer Straße (Karte)                                          | 1. Hälfte 19. Jahrhundert   | Verkehrsgeschichtliche Bedeutung | 08955061 |

### Sayda
| Bild         | Bezeichnung | Lage                    | Datierung       | Beschreibung | ID       |
| ------------ | ----------- | ----------------------- | --------------- | --- | -------- |
| Bild gesucht | Wegesäule   | Dresdner Straße (Karte) | vmtl. 1836/1837 | Natursteinsäule von hoher gestalterischer Qualität, ortsgeschichtliche und verkehrsgeschichtliche Bedeutung. Wegweisersäule, ca. 2 m hohe Rundsäule, aufwendig gestaltet, oberer Abschluss als Krone, Inschrift teilweise erneuert („Nach Neuhausen 5,3 km und Brüx [Most (Tschechien)] 28,9 km“ sowie „Nach Bienenmühle 9,7 km und Frauenstein 20,2 km“), darunter Richtungsweiser, darüber Krone (jeweils eingemeißelt), gehört mit anderen Wegesäulen gleicher Gestaltung zu den Richtungsweisern entlang einer alten Salzstraße über den Erzgebirgskamm, dieser Fernhandelsweg erstreckte sich von Halle über Leipzig, Oederan, Sayda und Brüx (Most) nach Prag und überquerte dabei den Deutscheinsiedler Sattel, Alte Salzstraße oder Böhmischer Steig genannt, hatte wesentlichen Anteil an der Stadtgründung, kreuzte in Sayda die Silberstraße, einen Handelsweg von Zwickau nach Dresden, Wegesäule vermutlich im Zuge des Ausbaus der Sayda-Brüxer-Straße 1836/1837 errichtet, damit Zeugnis zweier bedeutender Handelsverbindungen. | 08991038 |
| Bild gesucht | Wegestein   | Dresdner Straße (Karte) | 19. Jh.         | von verkehrshistorischer Bedeutung. Etwa 1,80 m hohe Stele auf dreieckigem Grundriss, nach oben mehrfach auskragend, pyramidaler Abschluss, goldene Inschrift: „Niederseiffenbach 6,4 km, Neuhausen Fußweg 5,2 km, Heidersdorf 5,6 km“ und „Neuhausen 5,5 km“ | 08991031 |

### Seelitz
| Bild                     | Bezeichnung              | Lage                      | Datierung           | Beschreibung                                        | ID       |
| ------------------------ | ------------------------ | ------------------------- | ------------------- | --------------------------------------------------- | -------- |
| Wegweisersäule Fischheim | Wegweisersäule Fischheim | (Karte)                   |                     |                                                     |          |
| Wegestein Zetteritz      | Wegestein Zetteritz      | Naundorfer Straße (Karte) | 19. Jh. (Wegestein) | Porphyr, erneuert, verkehrshistorisch von Bedeutung | 09300041 |

### Wechselburg
| Bild           | Bezeichnung     | Lage    | Datierung                   | Beschreibung                                                 | ID       |
| -------------- | --------------- | ------- | --------------------------- | ------------------------------------------------------------ | -------- |
| Weitere Bilder | Wegestein Corba | (Karte) | 19. Jahrhundert (Wegestein) | Porphyr, Höhe ca. 55 cm, verkehrsgeschichtlich von Bedeutung | 08955126 |

### Weißenborn/Erzgeb.
| Bild         | Bezeichnung            | Lage                 | Datierung           | Beschreibung | ID       |
| ------------ | ---------------------- | -------------------- | ------------------- | --- | -------- |
| Bild gesucht | Wegestein Berthelsdorf | (Karte)              | 19. Jh.             | verkehrsgeschichtlich von Bedeutung. Stele aus Granit mit flachpyramidalem Abschluss, mit Inschriften „nach Brand“, „nach Müdisdorf“, „nach Freiberg“, „nach Erbisdorf“ sowie Richtungspfeilen. | 09208745 |
| Bild gesucht | Wegestein Berthelsdorf | Hauptstraße 51 (vor) | 19. Jh. (Wegestein) | Wegestein; von ortsgeschichtlicher Bedeutung. | 09208887 |